# John Munonye
John Munonye, född i april 1929 i Akokwa i delstaten Imo i Nigeria, död 10 maj 1999, var en nigeriansk författare. Han har gett ut en mängd romaner om kulturella och mänskliga konflikter i ett Nigeria präglat av stora omvälvningar, bland andra The Only Son (1966), Oil Man of Obange (1970) och Bridge to a Wedding (1978).